# Nova economia

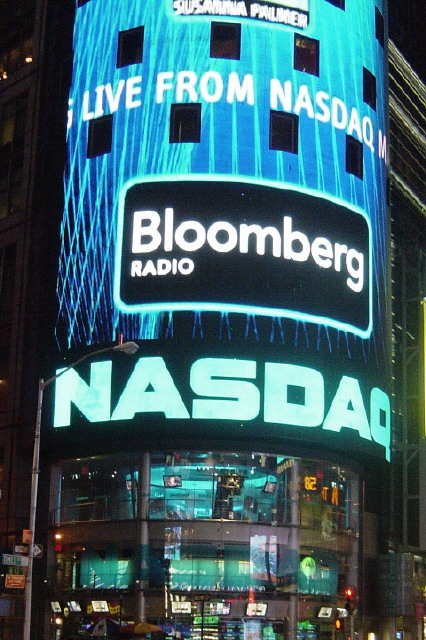
Edifício sede do NASDAQ em Times Square.

Nova Economia é uma expressão criada na década de 1980, para descrever a substituição da lógica de fabricação manufatureira por outra, que é o fornecimento de produtos e serviços associados ao desenvolvimento de tecnologia proprietária, formado por empresas com modelos de negócio digitais – aquele em que existe uma convergência de múltiplas inovações tecnológicas, potencializadas pela conectividade.
A primeira vez que se empregou publicamente a expressão Nova Economia foi em maio de 1983, na revista Time Magazine em artigo de Charles P. Alexander denominado The New Economy.
Nos Estados Unidos, o uso dessa expressão foi bastante popular no final dos anos 1990, quando ocorreu a chamada bolha das empresas ponto com. Esse período foi caracterizado pelo desenvolvimento das novas tecnologias de informação e comunicação, altas taxas de crescimento econômico, baixa inflação e alto nível de emprego, num contexto de globalização da economia. Tudo isso levou a previsões exageradamente otimistas e planos de negócios equivocadas. Revoluções tecnológicas são marcadas por um período de instalação, um de ponto de virada e um de desenvolvimento. O ponto de virada, em especial, é precedido por crises relevantes, eliminando distorções para, então, permitir uma fase de desenvolvimento com grandes resultados para a sociedade..
Na época, alguns analistas entenderam que se tratava de uma mudança estrutural e que haveria um crescimento constante e permanente, com baixo desemprego e mais resistentes aos ciclos macroeconômicos de auge e depressão. Além disso, acreditavam que essas mudanças tornariam obsoletas as antigas práticas de negócios. Economicamente falando, a Nova Economia gera um impacto forte em inovação, competitividade e produtividade, o que permite países crescerem mais e gerar riqueza.
Nas palavras do professor da Stern School of Business da Universidade de Nova York, Scott Galloway, em uma economia capitalista saudável, a riqueza está sempre em risco. A competição estimula a inovação, o que rompe a ordem estabelecida, criando vencedores – e também perdedores. Joseph Schumpeter chamou isso de “tempestade da destruição criativa”. A longo prazo, os escombros (idealmente) financiam uma sociedade mais empática e uma infraestrutura para mais inovação e prosperidade – mas isso só acontece se a tempestade soprar. Naturalmente, os vencedores tendem a perder o entusiasmo por esse processo quando a própria riqueza é destruída criativamente. Então eles lutam de volta. E uma de suas armas preferidas de fortalecimento é a política governamental.

## Nova Economia no Brasil
No Brasil, o termo passou a caracterizar os efeitos da globalização e massificação da tecnologia a partir do século XXI, representado no livro Nova Economia. O país passou a ver empresas baseadas em tecnologia proprietária, com forte uso de modernas ferramentas de gestão e posicionamento, alinhadas com os anseios contemporâneos da sociedade.
A Nova Economia ganha mais relevância, pois a maior conectividade das cadeias de valor expõe mais o país que, historicamente, não detém esses elementos. O impacto da Nova Economia envolve uma maior probabilidade do sucesso de startups, bem como de empresas tradicionais que se adaptam a esse movimento, deixando para trás modelos de negócios tradicionais.
No Brasil, inúmeros exemplos emergiram desde o começo dos anos 2000: "Desse caldeirão de startups que fervilhou no Brasil na última década, nasceram os nossos 15 unicórnios – empresas que chegaram à marca de pelo menos US$ 1 bilhão em valor de mercado. São elas: iFood, Arco, Creditas, Ebanx, Gympass, Loft, Loggi, MadeiraMadeira, Movile, Nubank, Stone, Quinto Andar, VTEX, Wildlife e 99. E muitas outras estão prestes a atingir essa marca ou em um caminho promissor (Cargo X, Olist, PicPay…), incluindo, também, empresas que nasceram na Velha Economia e estão fazendo a transição para este novo tempo, como é o caso do Magalu, Banco Inter e BTG Pactual".